# Linia de cale ferată de la Furka

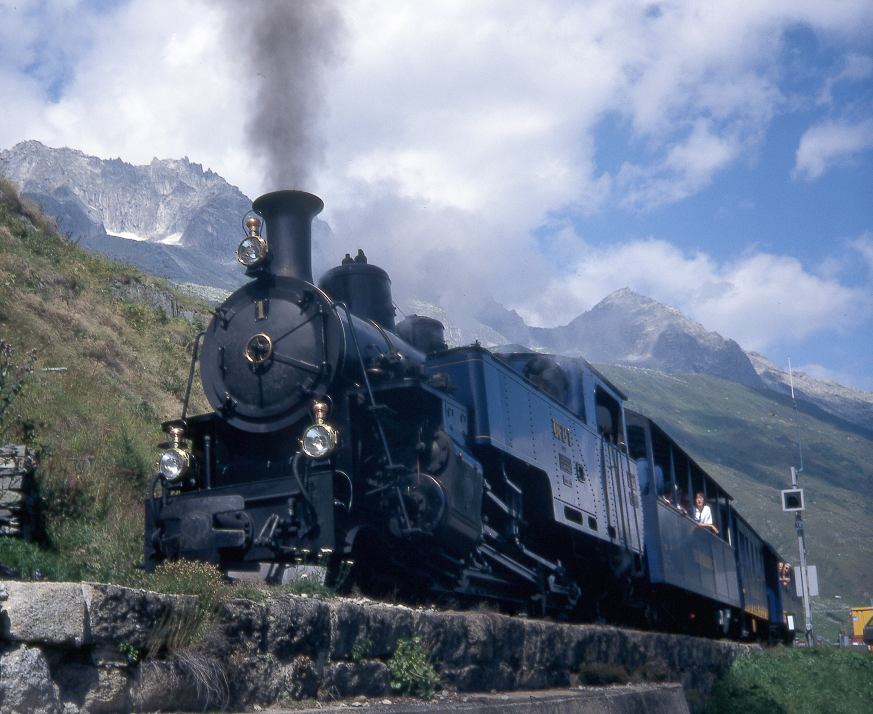
Linia de cale ferată de la Furka

Linia de cale ferată de la Furka (germ. "Dampfbahn Furka-Bergstrecke) (DFB) este o linie de cale ferată alpină cu cremalieră. Trenul este tras de o locomotivă cu aburi. Ea se află  Elveția și leagă prin Pasul Furka localitatea Realp, cantonul Uri de Oberwald, cantonul Valais. Cea mai mare parte din cadrul personalului de serviciu al trenului, sunt voluntari. Linia de ecartament îngust (1000 mm) are o lungime de 17,838 km, o pantă ce variază între 35 ‰ și 118 ‰. Pornește de la Realp (546 m.) trece prin pasul Furka (2163 m) având cap de linie Oberwald (1.366 m). Până în anul 1981 a fost în Elveția calea ferată așezată la cea mai mare altitudine.